# Bilgola Plateau, New South Wales
Bilgola Plateau este o suburbie în Sydney, Australia.